# ピエール・ミニャール

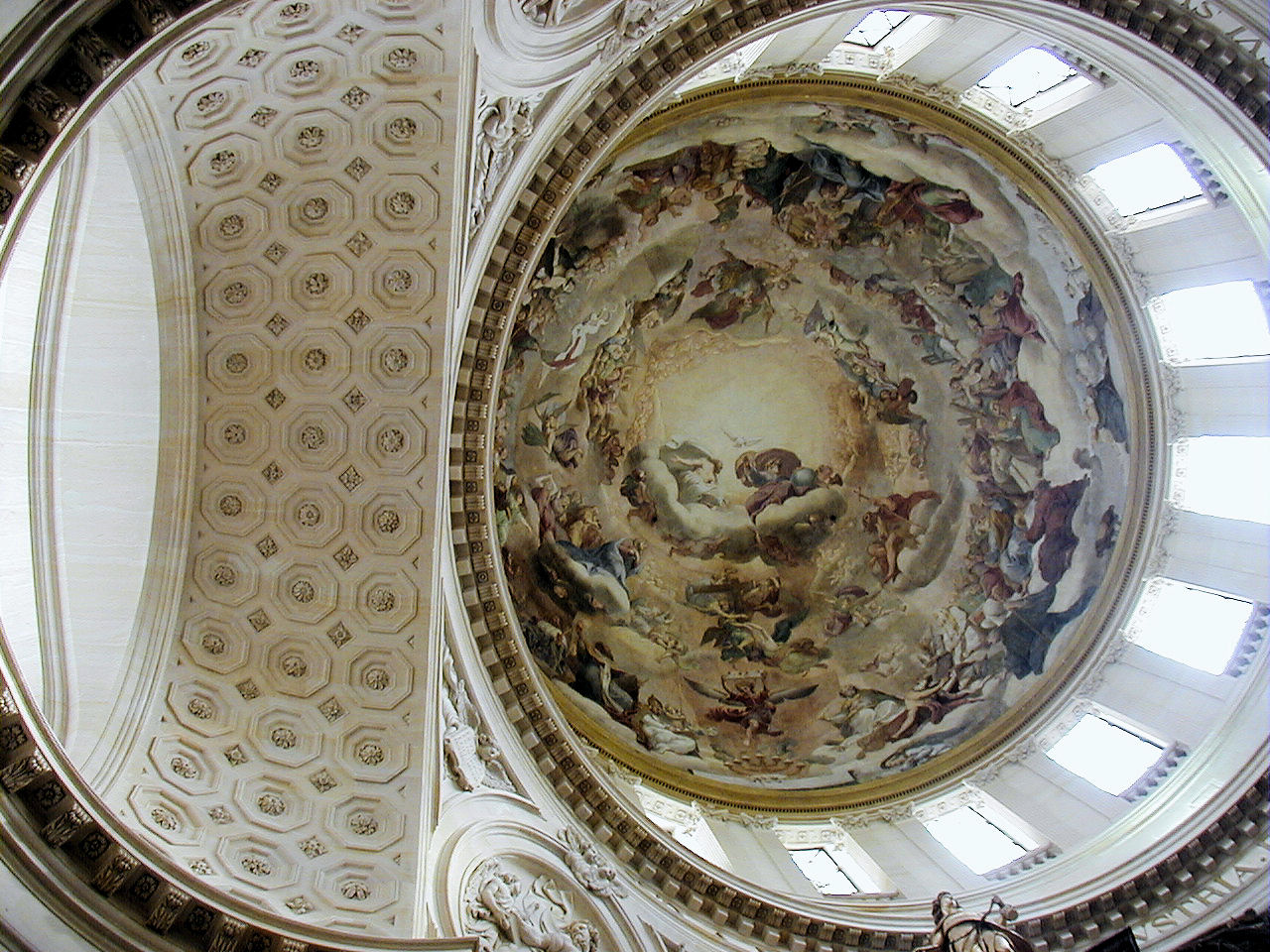
Val-de-Grâceの天井画

ピエール・ミニャール（Pierre Mignard、1612年11月17日 - 1695年5月30日）はフランスの画家である。装飾画、肖像画の分野で17世紀フランスにおいて重要な画家の一人である。

## 略歴
フランス北部、オーブ県のトロワで生まれた。父親も画家で、兄のニコラ・ミニャール（Nicolas Mignard:1606-1668)も画家、版画家となった。1624年からブールジュの画家や、トロワの彫刻家に学んだ後、当時、宮廷美術の中心のひとつであったフォンテーヌブローで、フランチェスコ・プリマティッチオやロッソ・フィオレンティーノといった芸術家たちの作品を学んだ。イタリアからバロック絵画をフランスにもたらした、シモン・ヴーエの工房に入り、将来のライバルとなるシャルル・ルブランとともに学んだ。
1635年にローマに修行に出た
。アゴスティーノ・カラッチやフランチェスコ・アルバーニ、ドメニキーノといった「ボローニャ派」の作品に強い影響を受けた。イタリアで宗教画を描き、評判になり、1657年にルイ14世の宮廷画家として、パリに呼び戻された。
イタリアからの帰路、作家のモリエールと知り合い、2人は親友になった。後にモリエールは「ヴァル・ド・グラース教会の天井画を称える詩」を発表し、ミニャールを称えた。
パリでは人気のある肖像画家となった。パリの教会Val-de-Grâceのドームの天井画や宮殿の装飾画も描いた。
1687年に貴族の称号を得た。1690年にルブランが没した後、主席宮廷画家（premier peintre)となった。1690年から没する1695年の間、王立絵画彫刻アカデミーの院長の職も務めた。

## 作品

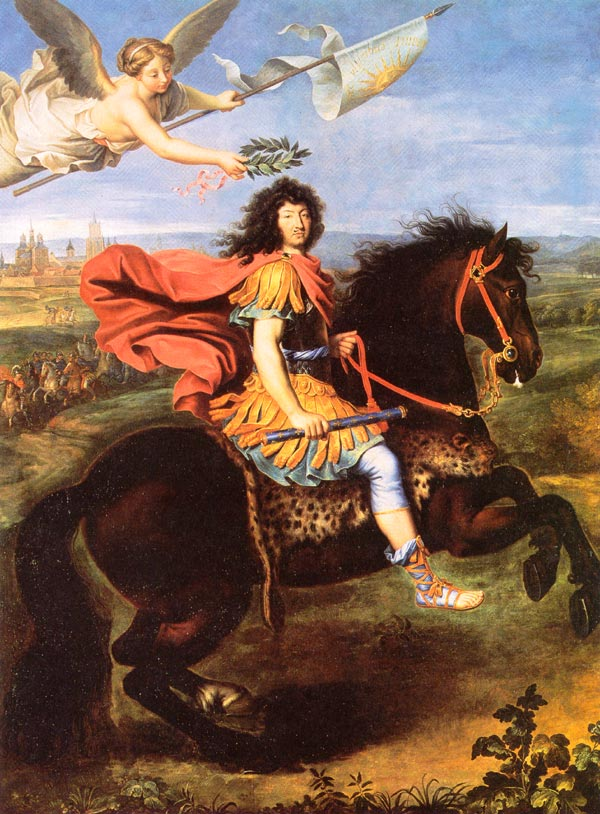
『ルイ14世』
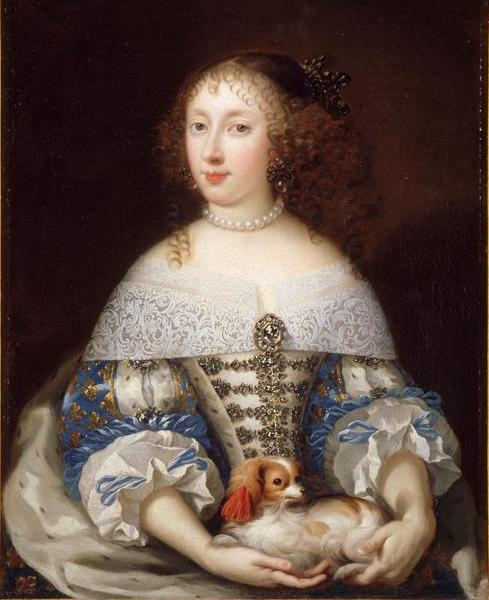
『ヘンリエッタ・アン・ステュアート』
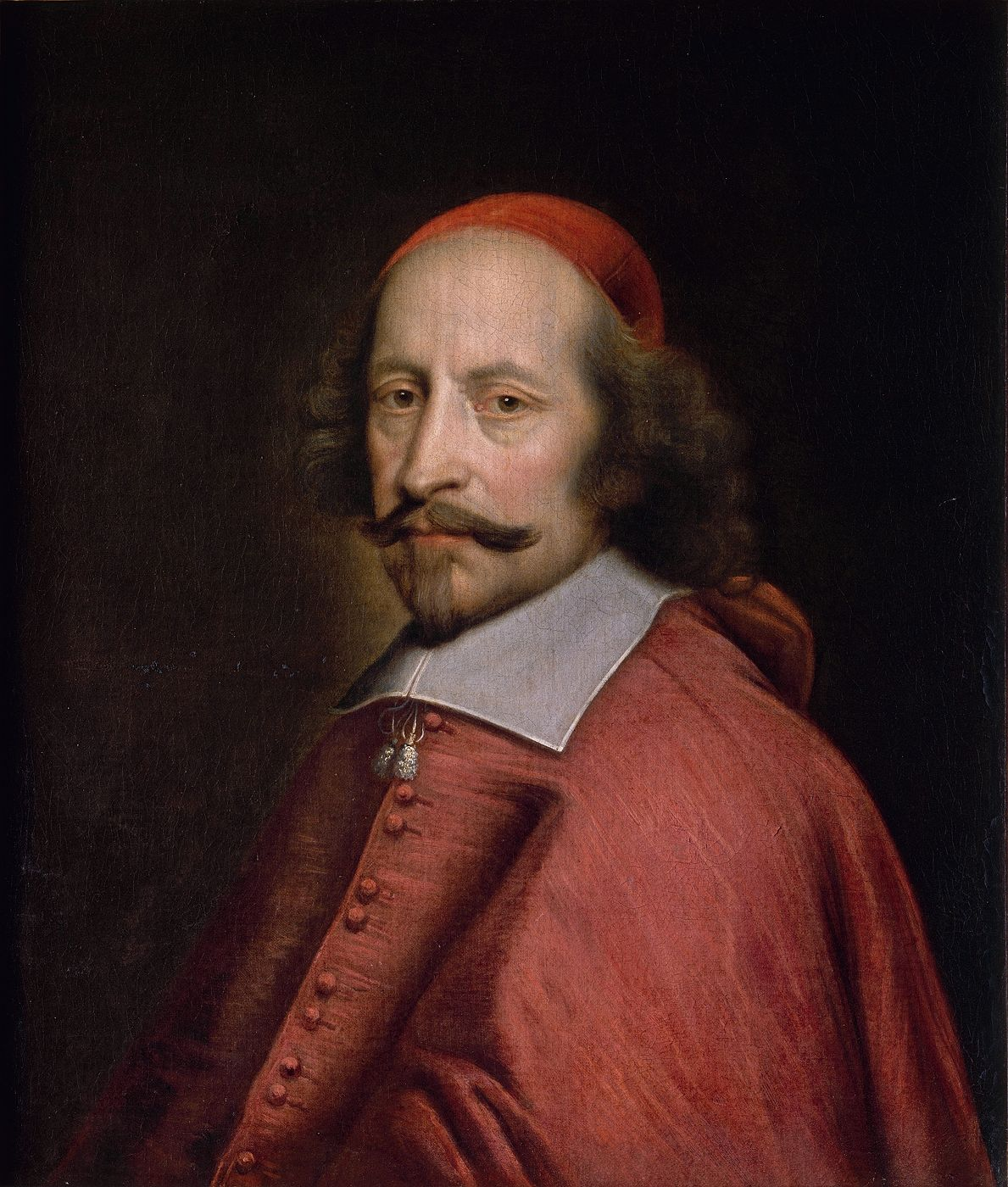
『ジュール・マザラン』
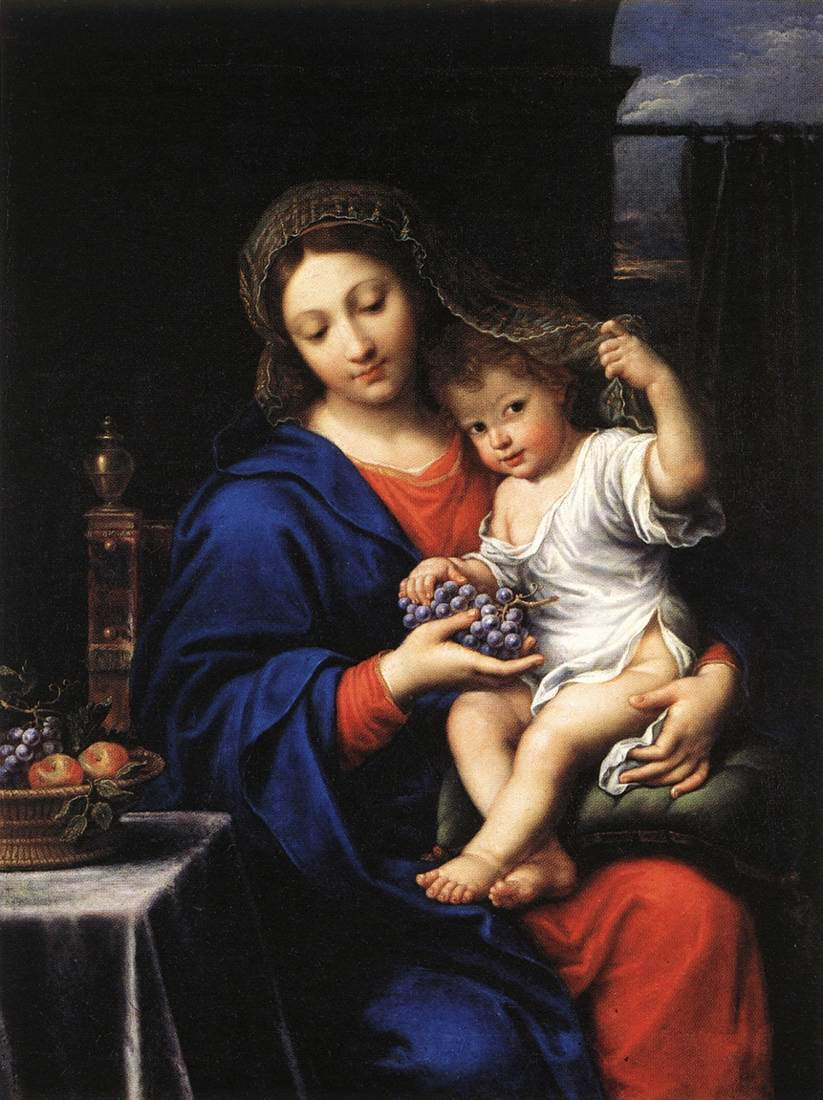
『ブドウの房を持つ聖母』 (1655-1657年)、ルーヴル美術館
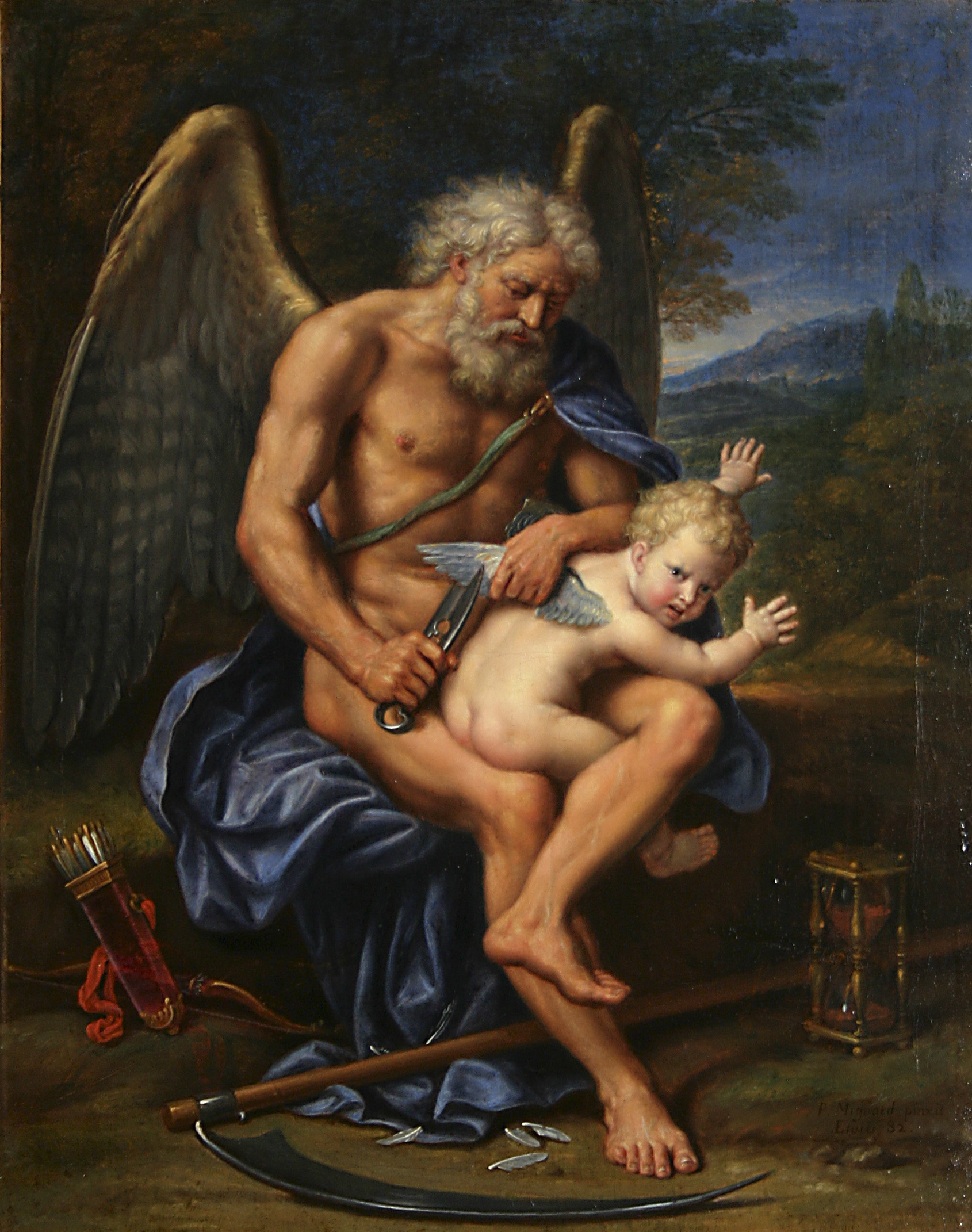
『キューピッドの羽を切る時』
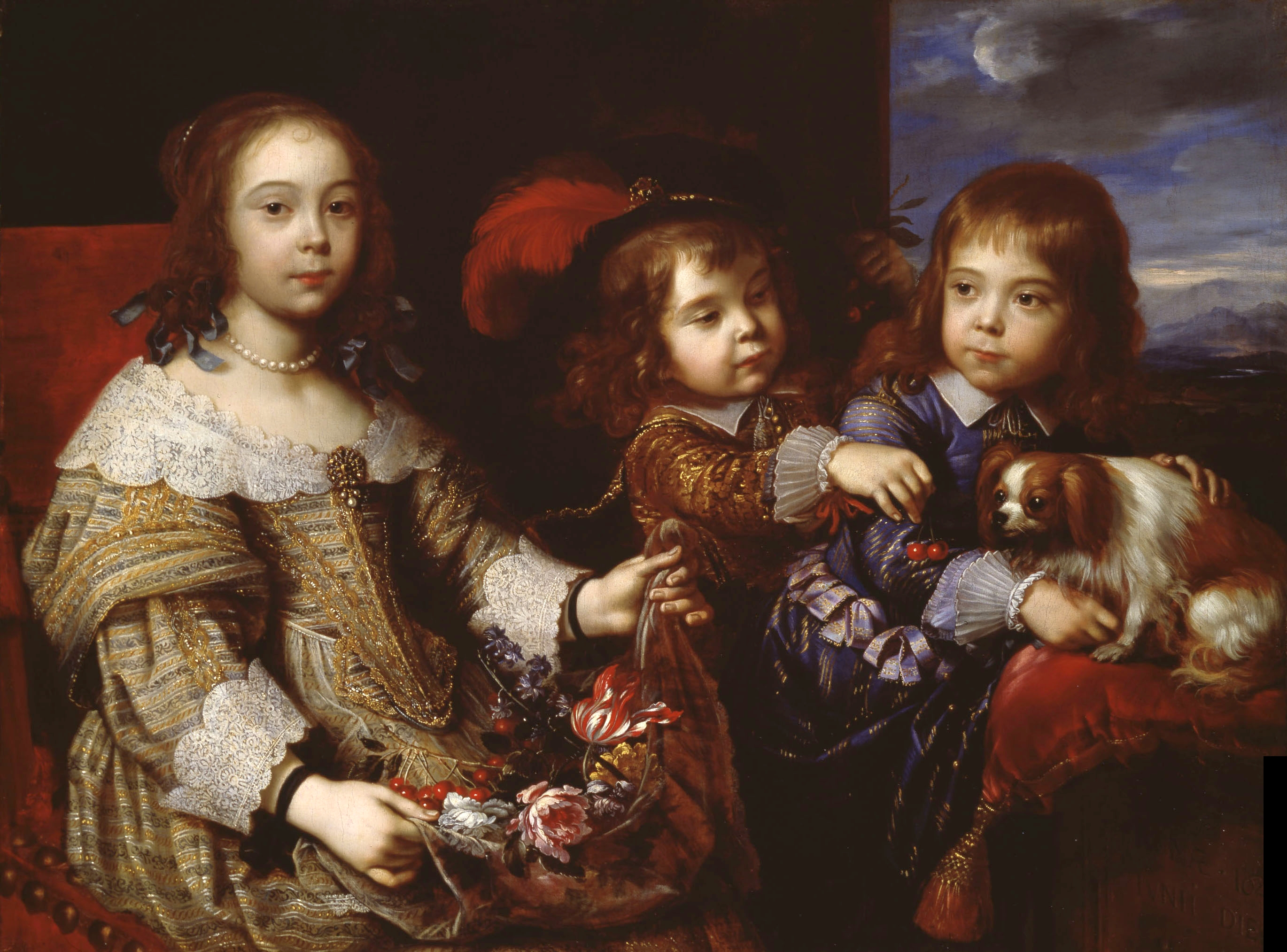
『ブイヨン公の子供たち』 (1647年)
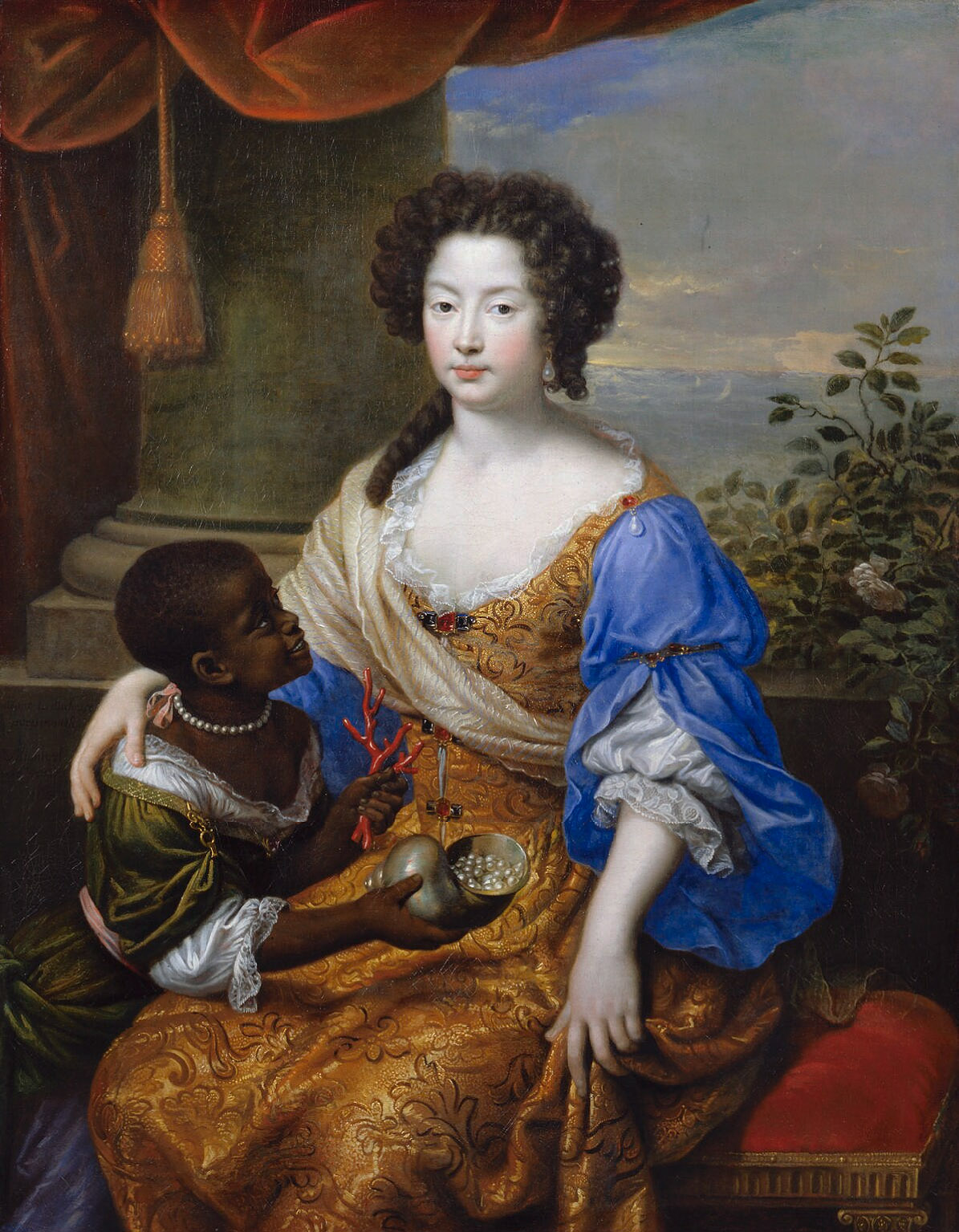
『ルイーズ・ケルアイユ』
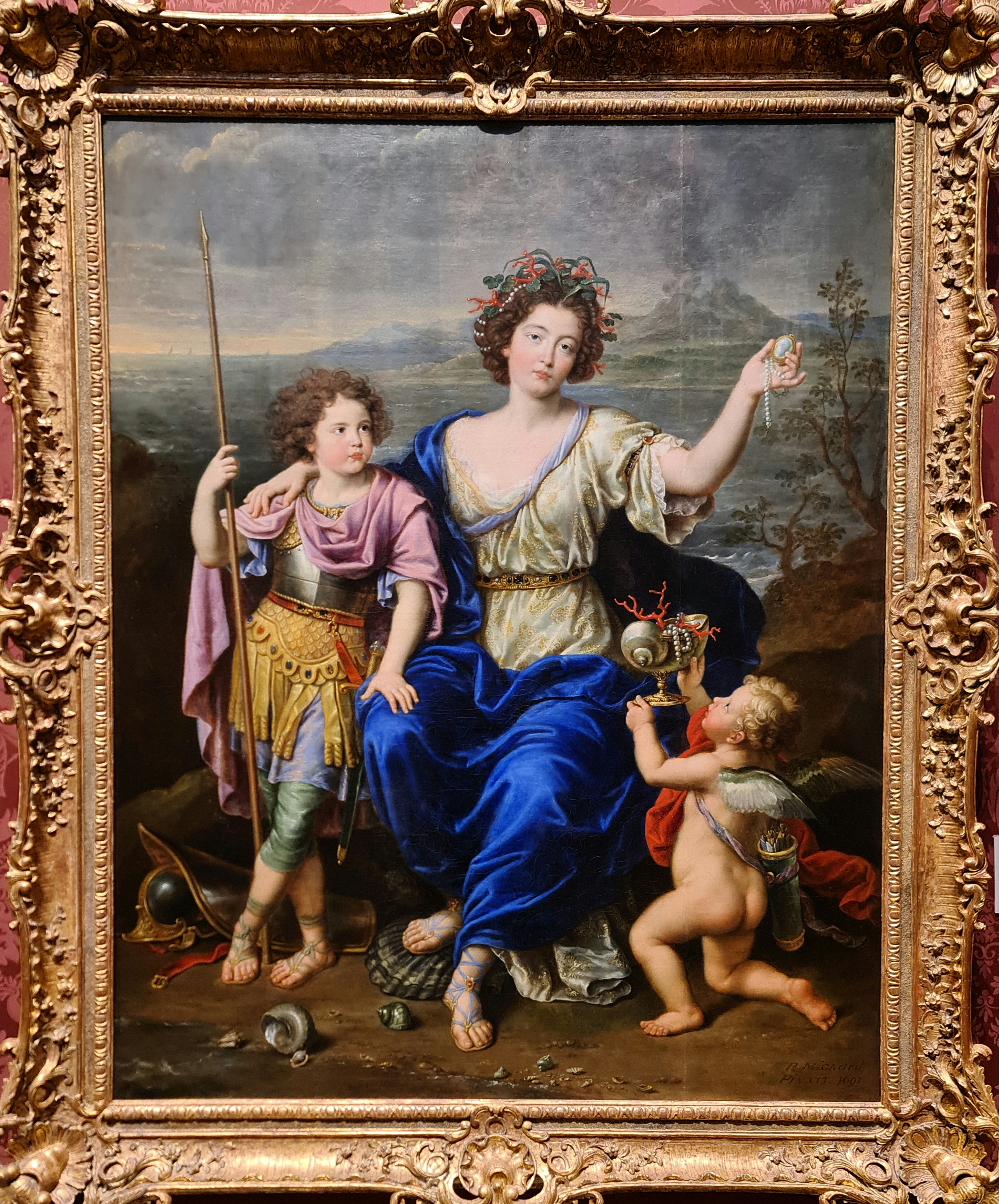
『セニュレー侯爵夫人とその2人の息子たち』 (1690年)、ナショナル・ギャラリー (ロンドン)